# Ludowa Partia Równości i Demokracji
Ludowa Partia Równości i Demokracji (tur. Halkların Eşitlik ve Demokrasi Partisi, DEM; kurd. Partiya Wekhevî û Demokrasiya Gelan) – prokurdyjska partia polityczną działająca na terenie Turcji. Jest prawnym następcą Partii Zielonej Lewicy (YSP), a po przekazaniu jej działalności Ludowej Partii Demokratycznej (HDP) w 2023 stała się największą partią interesów mniejszości kurdyjskiej w Turcji.   

## Historia
HDP stoi w obliczu zamknięcia od 2021. Jej były lider Selahattin Demirtaş oświadczył, że jeśli partia zostanie zamknięta, kandydaci do parlamentu znajdą się na listach YSP w wyborach powszechnych w 2023. Ponadto kierownictwo partii HDP ogłosiło, że przekaże aktywną pracę polityczną YSP. Już w październiku 2022 YSP zmieniło swoje logo, aby bardziej przypominało HDP.   
Na pierwszych współprzewodniczących wybrano Tülay Hatimoğulları Oruç oraz Tuncera Bakırhana.   